# William Lindsay Gresham
William Lindsay Gresham (Baltimora, 20 agosto 1909 – New York, 14 settembre 1962) è stato uno scrittore statunitense.

## Biografia
Nato nel 1909 a Baltimora, si è laureato all'Erasmus Hall High School di Brooklyn nel 1926.
Attivo anche nel campo della fantascienza, è principalmente noto per il romanzo del 1946 Nightmare Alley trasposto in pellicola l'anno successivo da Edmund Goulding e nel 2021 da Guillermo del Toro.
Primo marito della poetessa Joy Davidman (in seguito moglie di C. S. Lewis), ha avuto una travagliata esistenza tormentata da malattie e dipendenze e si è tolto la vita il 14 settembre 1962 a New York dopo aver appreso di essere malato di cancro.

## Opere principali

### Romanzi
- Nightmare Alley (1946), Palermo, Sellerio, 2021 traduzione di Tommaso Pincio ISBN 978-88-389-4199-3.
- Limbo Tower (1949)

### Saggi
- Monster Midway: An Uninhibited Look at the Glittering World of the Carny (1954)
- Houdini: The Man Who Walked Through Walls (1959)
- The Book of Strength: Body Building the Safe, Correct Way (1961)

### Miscellanea
- Grindshow: The Selected Writings of William Lindsay Gresham (2013)

## Adattamenti cinematografici
- La fiera delle illusioni (Nightmare Alley), regia di Edmund Goulding (1947)
- La fiera delle illusioni - Nightmare Alley (Nightmare Alley), regia di Guillermo del Toro (2021)